# Бевзенко Іван Павлович
Іван Павлович Бевзе́нко (6 вересня 1920, Єлисаветград — 11 листопада 1982, Київ) — український радянський художник; член Спілки радянських художників України з 1968 року.

## Біографія
Народився 6 вересня 1920 року в місті Єлисаветграді (нині Кропивницький, Україна). Брав участь у німецько-радянській війні. 1951 року закінчив Одеське художнє училище, був учнем Леоніда Мучника. Протягом 1952—1958 років навчався у Київському художньому інституті, був учнем Володимира Костецького. Дипломна робота — картина «Перший комсомольський прокат» (керівник Віктор Пузирков).
Мешкав у Києві в будинку на вулиці Щербакова, № 59, квартира № 9. Помер у Києві 11 листопада 1982 року.

## Творчість
Працював у галузях станкового живопису та політичного плаката (з 1961 року). Серед робіт:
- картини «Перший комсомольський прокат» (1958), «Каховське море» (1960), «Світає» (1961), «Новосели» (1963);
- плакати «У похід за великий хліб України» (1962), «ВЛКСМ» (1963), «Всім народам Африки — свободу!» (1967), «Дякую тобі, друже, ми шлемо з кожної квартири» (1968; спільно з Олександром Семенком), «Пам'ятаємо» (1968).

Брав участь у республіканських та всесоюзних виставках з 1958 року.